# UAE2000ギニー
UAE2000ギニー（ユーエーイー2000ギニー、UAE Two Thousand Guineas）とはドバイレーシングクラブがメイダン競馬場の1600メートルで施行する競馬の競走である。ドバイ三冠の1つに挙げられる競走でもある。

## 概要
競走馬の出走条件はサラ系3歳限定（ただしUAEでは馬齢表記を南半球の基準で定めている為、北半球の基準で表記すると北半球産3歳馬ならびに南半球産4歳）である。
従前はメイダン競馬場がオールウェザー馬場を採用していたが、2014年までオールウェザーで行われていた。メイダン競馬場では走路をダートへ改めたため、2015年からはダートコースで行われることになっている。
ドバイレーシングカーニバルに指定されている。2015年2月現在、過去に日本馬の出走機会はない。

## 歴史
- 2000年 - 準重賞競走（LR）として創設。
- 2002年 - この年以降格付けがG3に昇格。創設以降サイード・ビン・スルール厩舎が3連覇を達成。
- 2003年 - ヴィクトリームーンが優勝し、UAE調教馬以外が初勝利。
- 2009年 - デザートパーティが優勝し、初の父仔制覇達成。

## 歴代優勝馬
- ※馬齢表記は北半球の基準で表記。
- ※＊印は日本輸入馬を示す。

| 回     | 施行日        | 調教国・優勝馬    | 性齢 | タイム  | 優勝騎手       | 管理調教師         |
| ------ | ------------- | ----------------- | ---- | ------- | -------------- | ------------------ |
| 第1回  | 2000年2月20日 | Bachir            | 牡3  | 1:34.80 | S.ギヨ         | S.ビン・スルール   |
| 第2回  | 2001年3月1日  | Street Cry        | 牡3  | 1:35.14 | L.デットーリ   | S.ビン・スルール   |
| 第3回  | 2002年2月28日 | Essence of Dubai  | 牡3  | 1:36.60 | L.デットーリ   | S.ビン・スルール   |
| 第4回  | 2003年2月13日 | Victory Moon      | 牡4  | 1.37.40 | W.スミス       | M.デ・コック       |
| 第5回  | 2004年2月5日  | Little Jim        | 牡4  | 1:37.63 | T.ダーカン     | S.シーマー         |
| 第6回  | 2005年2月10日 | Stagelight        | 牡3  | 1:40.42 | E.アハーン     | J.ノスィーダ       |
| 第7回  | 2006年2月10日 | Gold For Sale     | 牡3  | 1:37.56 | M.キネーン     | I.ジョリー         |
| 第8回  | 2007年2月9日  | Asiatic Boy       | 牡4  | 1:36.25 | J.ムルタ       | M.デ・コック       |
| 第9回  | 2008年2月14日 | Honour Devil      | 牡4  | 1:34.80 | J.ムルタ       | M.デ・コック       |
| 第10回 | 2009年2月12日 | Desert Party      | 牡3  | 1:37.62 | L.デットーリ   | S.ビン・スルール   |
| 第11回 | 2010年2月18日 | Musir             | 牡4  | 1:37.46 | C.スミヨン     | M.デ・コック       |
| 第12回 | 2011年2月10日 | Splash Point      | 牡3  | 1:37.73 | M.バルザローナ | M.アルザローニ     |
| 第13回 | 2012年2月9日  | Kinglet           | 牡3  | 1:37.72 | M.バルザローナ | M.アルザローニ     |
| 第14回 | 2013年2月14日 | Soft Falling Rain | 牡4  | 1:37.46 | P.ハナガン     | M.デ・コック       |
| 第15回 | 2014年2月13日 | Long John         | セ4  | 1:36.23 | M.バルザローナ | C.アップルビー     |
| 第16回 | 2015年2月12日 | Maftool           | 牡3  | 1:37.69 | P.ハナガン     | S.ビン・スルール   |
| 第17回 | 2016年2月11日 | Market Rally      | 牡3  | 1:38.08 | C.ヘイズ       | D.セルヴァラトナム |
| 第18回 | 2017年2月11日 | Thunder Snow      | 牡3  | 1:38.48 | C.スミヨン     | S.ビン・スルール   |
| 第19回 | 2018年2月15日 | Gold Town         | セ3  | 1:37.77 | W.ビュイック   | C.アップルビー     |
| 第20回 | 2019年2月7日  | Estihdaaf         | 牡3  | 1:39.87 | C.スミヨン     | S.ビン・スルール   |
| 第21回 | 2020年2月6日  | Fore Left         | 牡3  | 1:38.43 | W.ビュイック   | D.オニール         |
| 第22回 | 2021年2月4日  | Mouheeb           | 牡3  | 1:36.46 | R.Curatolo     | N.Bachalard        |
| 第23回 | 2022年2月11日 | Azure Coast       | 牡3  | 1:29.31 | A.Fresu        | P.Vashchenko       |
| 第24回 | 2023年2月10日 | Tall Boy          | 牡3  | 1:37.32 | W.ビュイック   | D.オニール         |
| 第25回 | 2024年1月26日 | Mendelssohn Bay   | セ3  | 1:38.13 | P.コスグレイヴ | B.シーマー         |
| 第26回 | 2025年1月24日 | Golden Vekoma     | 牡3  | 1:37.08 | C.ビーズリー   | A.ビン・ハルマシュ |